# 26号美国国道
26号美国国道（英語：U.S. Route 26）是一条东西方向的美国国道。该公路连接了内布拉斯加州基斯县和俄勒冈州克拉特索普縣，全长1,485英里。